# Okroeg Toeapse
De okroeg Toeapse (Russisch: Туапсинский округ, Toeapsinski okroeg) was tussen 1896 en 1920 een okroeg (district) van het Zwarte Zee-gouvernement van het onderkoninkrijk van de Kaukasus van het keizerrijk Rusland met Toeapse als hoofdstad. Het grensde aan de okroeg Sotsji, de okroeg Novorossiejsk en de oblast Koeban. Het gebied van de okroeg Toeapse maakt binnen de moderne Russische Federatie deel uit van de Kraj Krasnodar.
De okroeg werd in 1920 opgeheven en werd het opgenomen in het oblast Koeban-Zwarte Zee. De Democratische Republiek Georgië claimde bij het uitroepen van de onafhankelijkheid in 1918 het territorium van het okroeg Toeapse, maar liet dit uiteindelijk varen nadat het in het najaar van 1918 door het Rode- en de Witten van Anton Denikin werd teruggedrongen naar okroeg Sotsji.